# سیارک ۲۶۴۶۲
سیارک ۲۶۴۶۲ (به انگلیسی: 26462 Albertcui، نامگذاری:2000AL126)۲۶۴۶۲مین سیارک کشف شده‌است که در ۰۵ ژانویه ۲۰۰۰ کشف شد.